# جم‌جملی
جم‌جملی (به ترکی آذربایجانی: Cəmcəmli) یک منطقهٔ مسکونی در جمهوری آذربایجان است که در شهرستان قبوستان واقع شده است. جم‌جملی ۱۱۳۲ نفر جمعیت دارد.